# Chiesa e monastero di San Michele alla Verruca
La chiesa e monastero di San Michele alla Verruca si trova sul Monte Pisano, a pochi chilometri da Pisa, nel comune di Vicopisano, nei pressi della Rocca della Verruca.
I resti oggi visibili risalgono al complesso monastico benedettino fondato dal marchese Ugo II di Toscana alla fine del X secolo sul luogo ove sorgeva la chiesa di Sant'Angelo, già documentata nel VIII secolo. Nel XII secolo l'abbazia passò ai camaldolesi, poi ai cistercensi e agli agostiniani.
Fu abbandonata nel XV secolo a causa dei danni subiti nelle lotte fra Pisani e Fiorentini. Intorno ad essa in età medievale si era aggregato un borgo ancora visibile alla fine del XIX secolo.

## Storia e archeologia

### Introduzione
San Michele alla Verruca è stato oggetto di scavi dal 1996 al 2003. Fu uno dei più importanti monasteri maschili benedettini sorti sui monti pisani tra la fine del X secolo e la metà dell'XI secolo, sul luogo di una chiesa precedente appartenente ai conti Aldobrandeschi. All'inizio le sue sorti furono legate alla potente abbazia di San Salvatore di Sesto, dalla cui soggezione si svincolò alla fine dell'XI secolo. Tra il XII e il XIII secolo il monastero possedeva molte terre ma, a partire dalla metà del XIII secolo, i suoi possedimenti si dimezzarono. Nel XIV secolo il cenobio della Verruca viene abbandonato in favore di Sant'Ermete d'Orticaia e, infine, nel XV secolo il monastero viene distrutto in gran parte dai Fiorentini.
Lo scavo ha interessato l'intero complesso monastico ma, per ragioni statiche, la sagrestia e il presbiterio non sono stati indagati. Dal punto di vista archeologico si possono distinguere 6 fasi:
1. dalla fine dell'VIII alla fine del X secolo, precedente alla fondazione del monastero;
2. dalla fine del X secolo ai primi decenni del XII secolo, relativo al monastero benedettino pre-romanico;
3. dai primi decenni del XII secolo al 1260, relativo al monastero benedettino romanico:
4. dal 1260 alla prima metà del XV secolo, fase del monastero cistercense;
5. anni dal 1496 al 1498, assedio pisano- fiorentino;
6. dal XVI al XIX secolo in cui ci fu una frequentazione sporadica.

Lo studio delle aree cimiteriali non è completo in quanto non è stato possibile indagare la totalità delle sepolture a causa delle difficili condizioni di scavo: l'area del monastero, infatti, è soggetta a smottamenti. Ad ogni modo è stato preso in considerazione un numero abbastanza alto di inumazioni. Nel territorio del monastero di San Michele sono state identificate con certezza 30 tombe delle quali solo 26 sono state indagate archeologicamente: 9 sono localizzate nell'area della chiesa mentre il resto si situa nel chiostro, nei portici attorno ad esso e nella sala capitolare.

### Le origini
Una chiesa di Sant'Angelo “nel luogo detto Verrucola” è già attestata in epoca longobarda in due documenti, provenienti dall'Archivio arcivescovile di Lucca e datati alla fine dell'VIII secolo.
Purtroppo l'indagine archeologica dentro la chiesa abbaziale “romanica” non ha restituito evidenze strutturali certe relative a questa prima fase di frequentazione del sito. La chiesa e gli edifici ad essa annessi sono ancora ricordati nei primi decenni del X secolo, quando fu ceduta in livello ad Ariperto e figli da parte del vescovo Pietro di Lucca.

### Il monastero benedettino pre-romanico
La prima attestazione di una chiesa e di un monastero di S. Michele Arcangelo è in un atto del 4 maggio 996, in cui si afferma che Gherardo, arcivescovo di Lucca, lo cede a Maione, abate della chiesa e monastero di S. Salvatore di Sesto nella diocesi di Lucca, per il canone annuo di 8 soldi. Anche se alcuni studiosi hanno considerato questo come l'atto di fondazione del monastero di S. Michele alla Verruca, in realtà si tratta di un documento che attesta l'aumento dell'influenza di S. Salvatore di Sesto. Dal punto di vista archeologico, il primo momento costruttivo del monastero si data tra la fine del X e l'XI secolo. Tale complesso non era organizzato attorno ad un chiostro rettangolare; la chiesa si trovava sul pianoro più alto, mentre gli ambienti di servizio si trovavano immediatamente più a sud. I materiali ceramici e metallici relativi a questa fase sono scarsi.
Sicuramente il marchese Ugo II di Toscana ha avuto un ruolo nella fondazione-ristrutturazione-riconversione della chiesa di S. Angelo nel monastero di S. Michele Arcangelo, visto che la tradizione storiografica colloca il cenobio tra le sue fondazioni monastiche alla fine del X secolo in Toscana. In questo periodo vengono fondati numerosi monasteri (un centinaio ispirati alla regola benedettina), spinti sia da motivazioni di carattere religioso ma anche economico visto che, spesso, fungevano da centri organizzativi dei beni fiscali e servivano a radicare il potere della famiglia che li aveva fondati.
In base ai dati stratigrafici, si datano a questo periodo le sepolture più antiche del monastero ovvero la fase iniziale di occupazione del sito da parte dei monaci tra la fine del X e il XII secolo. Queste hanno lasciato poche evidenze strutturali in quanto costituite da semplici fosse ricavate nella roccia superficiale la quale, col suo andamento naturale, ha spesso determinato la disposizione delle sepolture stesse. Almeno 4 tombe appartenenti a questa tipologia e databili intorno al X secolo sono state identificate nell'area della sala capitolare in relazione a stratigrafie precedenti la stessa.

### Il monastero benedettino romanico
I documenti datati tra la fine dell'XI e il XII secolo attestano che il Monastero di San Michele alla Verruca è sempre più svincolato dall'abbazia di Sesto e fa acquisizioni di chiese e terre, oltre che di una cava di pietra. Nella prima metà del XII secolo, tuttavia, sono attestate vendite di terreni che sono da mettere in relazione con la ristrutturazione del cenobio. Il 7 giugno 1209 è una data importante, in quanto Papa Innocenzo III, in una sua bolla, accoglie sotto la sua protezione il monastero e conferma i beni di proprietà del cenobio, oltre a “consentire di accogliere chiunque avesse voluto condurvi vita religiosa o esservi seppellito”. Il monastero si sviluppa attorno al chiostro centrale. La chiesa abbaziale con pianta a croce latina era a nord. A sud della chiesa viene realizzato il chiostro rettangolare, con i loggiati che corrono intorno al suo perimetro. C'era la cisterna, il refettorio, le cucine, cantine e magazzini. Ad est c'era la sagrestia e la sala del capitolo. I dormitori probabilmente si trovavano ai piani superiori. Il muro di cinta è stato completamente individuato. Tra esso e gli edifici c'era, probabilmente, un'ampia area aperta destinata ad attività artigianali e produttive. A questa fase risale anche il cimitero monacale, ubicato nei quattro loggiati che si affacciano sul chiostro.
Dal XII alla prima metà del XIII secolo l'area cimiteriale è allargata ai portici est del chiostro, a quelli ovest e sud, evidenziando una certa progettualità d'insieme dell'utilizzo della zona. Ciò è evidente soprattutto nella tecnica costruttiva delle sepolture e nella loro disposizione che doveva rispondere alla necessità di sfruttare al meglio lo spazio disponibile a causa del momento di massimo popolamento del monastero.

### Il monastero cistercense
A questo periodo risalgono numerosi documenti che attestano i possedimenti terrieri del monastero. I rapporti con l'arcivescovo pisano erano conflittuali e le fonti documentano che nel 1260 apparteneva all'ordine cistercense, come è testimoniato da una vertenza tra il Comune di Pisa e i Cistercensi dell'Abbazia di San Galgano. Non si sa, però, perché questo passaggio sia avvenuto. Nel 1271 c'era la volontà di trasferire il monastero in altro sito, probabilmente perché si trovava troppo vicino a una fortezza pisana e quindi, in caso di guerra, sarebbe stato investito dagli eserciti in marcia, se non proprio assediato. Il trasferimento, però, non avvenne. Successivamente il monastero della Verruca permuta vari possedimenti. Nel 1296 avviene l'unione con il monastero di Sant'Ermete d'Orticaia seguito, probabilmente, dal trasferimento della maggior parte dei monaci, visto che si trovava ad una distanza accettabile da Pisa per rifugiarsi in breve tempo entro la cerchia muraria cittadina in caso di necessità, ma anche abbastanza tranquillo per svolgere le funzioni spirituali e liturgiche.
Le fonti storiche non danno molte informazioni per quanto riguarda le vicende del XIV secolo ma l'archeologia attesta una iniziale nuova fioritura, visti gli imponenti lavori di ristrutturazione (modifica della pianta della chiesa, realizzazione del cimitero laico nella parte antistante la chiesa stessa e lavori nella zona dei dormitori) seguita, però, alla fine del secolo, da un depauperamento generale e progressivo abbandono di ampie porzioni del monastero a favore di un uso quasi esclusivo della chiesa e della zona immediatamente a sud rispetto ad essa. Nella prima metà del 1400, intanto, la rocca della Verruca viene assediata dai fiorentini nel 1431 e, di conseguenza, il monastero viene distrutto, di cui rimangono solo resti della chiesa. Documenti successivi attestano altri passaggi di proprietà. La cultura materiale relativa a questa fase è molto ricca: sono stati trovati, infatti, numerosi reperti in ceramica, vetro e metallo.
I Cistercensi mantennero l'ubicazione originaria del cimitero riservato ai monaci dai Benedettini. Vennero aperte e riutilizzate le sepolture preesistenti nel loggiato est, richiudendole con le lastre di copertura originarie, ma ve ne aggiunsero 2 nuove e di tipologia differente, andando ad esaurire lo spazio disponibile. All'esterno della facciata della chiesa invece venne riusata una tomba del periodo precedente ubicata lungo la scala di accesso all'edificio sacro, e ne vennero realizzate altre 2 strutturalmente simili a quelle più antiche.
Già a partire dalla fine del XIV secolo, di fronte alla facciata della chiesa vengono realizzate alcune nuove strutture tombali che in due casi insistono su sepolture preesistenti, in altri vanno a riempire gli spazi rimasti liberi o si utilizzano cavità di canalizzazioni non più in uso, dalle quali vengono recuperate le lastre poi utilizzate come copertura della tomba stessa. All'interno della chiesa vengono invece scavate tombe in fosse terragne lungo la parete interna della facciata, una posizione privilegiata secondo l'ideologia dell'epoca.
Nella prima metà del XV secolo, ovvero l'ultimo periodo di occupazione del complesso, i monaci abbandonarono alcuni ambienti di vita usati fino a quel momento mentre continuarono a sfruttare l'area cimiteriale almeno sicuramente nella zona dei loggiati est, unica porzione indagata sistematicamente. Si aprirono così vecchie tombe per seppellirvi nuovi corpi, ricollocando le ossa tolte dalle stesse tombe sopra le coperture o nei livelli di uso esterni.
Il fatto che si insistette nel riutilizzare uno spazio cimiteriale ormai di fatto esaurito testimonia come non ci fossero le necessità o le possibilità di adibire a tali funzioni altre aree del complesso. In questo periodo anche il chiostro sembra esser stato utilizzato come spazio funerario, essendovi state trovate alcune tombe in nuda terra.
L'occupazione di tutta l'area da parte delle truppe pisane e fiorentine durante l'assedio della Rocca della Verruca (fine XV secolo) seguì l'abbandono del monastero e delle sue aree cimiteriali. È grazie essenzialmente alle monete che si datano le ultime deposizioni, in terra o in strutture: tra la fine del XIV e gli inizi del XV, periodo al quale è possibile attribuire anche l'ultima fase di frequentazione funeraria della zona antistante la chiesa.

### Assedio pisano-fiorentino
Nel 1496 e nel 1498 la chiesa e il monastero vengono occupati militarmente durante la guerra tra Pisa e Firenze. Sulla vicina rocca, inoltre, c'era un avamposto fiorentino. Ci sono documenti abbastanza dettagliati che permettono di stabilire, ad esempio, che tra marzo e aprile 1496 il monastero viene usato prima come ridotta della rocca della Verruca da parte dei Pisani e, poi, come campo base da cui i Fiorentini lanciavano gli attacchi alla fortezza vicina. In una seconda fase avvenuta nel 1498, invece, i Fiorentini occupano S. Michele per scendere a Vicopisano ma vennero cacciati dalla chiesa da Iacopo di Tarsia. È probabile, comunque, che il monastero fosse stato abbandonato dai cenobiti in precedenza. Sono stati trovati numerose punte di frecce e molti proiettili in pietra nella zona antistante la chiesa e nell'abbazia stessa che erano le uniche strutture ancora in piedi al momento dell'assedio e, quindi, uno dei bersagli più importanti da colpire.

### Frequentazione sporadica dal XVI secolo

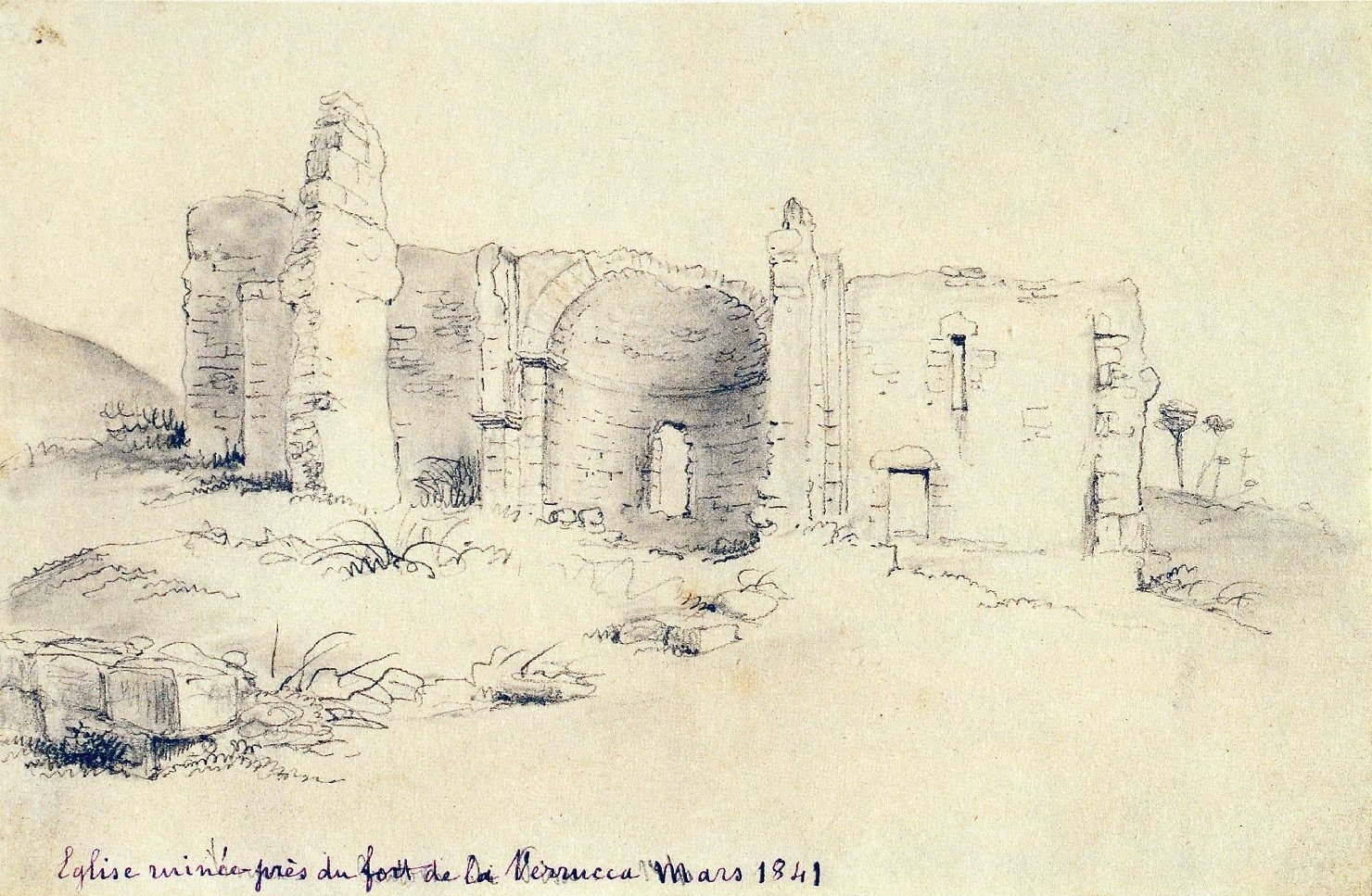
Come apparivano i ruderi in un disegno di Mademoiselle De La Morinière del 1841

Tracce di frequentazione si attestano archeologicamente dal XVI al XVIII secolo, soprattutto legate alla chiesa che, almeno fino alla fine del ‘700, era l'unico edificio ancora in piedi. Il sito era frequentato da taglialegna e carbonai che hanno innalzato delle capanne e dei ripari temporanei nell'area della chiesa stessa e della grande cisterna del chiostro. Nel 1800, infine, sono crollati i muri perimetrali nord, sud e la facciata della chiesa che, quindi, allo stato di rudere, è stata dipinta e fotografata dai numerosi viaggiatori che si spingevano sul Monte Pisano.

### L'abbandono dal XX secolo
Nel corso del XX secolo il sito di San Michele Arcangelo alla Verruca ha sofferto per le attività degli scavatori abusivi. Per fortuna, lo scavo sistematico che è stato intrapreso tra il 1996 e il 2003 ha dato la possibilità al sito di raccontare la sua storia. Purtroppo, però, attualmente ci sarebbe la necessità di conservarlo e preservarlo, onde evitare un ulteriore e definitivo degrado, visto che dalla fine degli scavi e dall'edizione dei risultati degli stessi esso è rimasto pressoché abbandonato.

## Pratiche funerarie
In fase di scavo sono state raccolte informazioni per quanto riguarda le modalità di deposizione, l'orientamento dei corpi, la loro posizione e le pratiche rituali nelle aree cimiteriali.

### Orientamento
In netta maggioranza sono gli inumati sepolti con la testa ad ovest e i piedi ad est, asse canonico dell'ideologia cristiana altomedievale per la quale lo sguardo doveva essere rivolto ad oriente da dove sarebbe cominciato il Giudizio universale. Le uniche 4 sepolture che non rispettano questo orientamento sono condizionate da altre strutture architettoniche.

### Posizione
I corpi sono sempre deposti in posizione supina con le braccia piegate ad angolo retto e poggiate sull'addome tranne che in tre casi, tutti ubicati nell'area antistante la chiesa. Nella Tomba 10 il braccio destro è sul petto e il sinistro è piegato su sé stesso per far posto alla deposizione di un neonato, avvenuta successivamente; nella T. 16 le braccia sono conserte sul basso bacino e nella T. 6a un braccio è steso lungo il corpo mentre l'altro è piegato sull'addome. L'insistenza delle braccia sull'addome ha fatto pensare agli archeologi che i monaci siano stati sepolti in un saio, ma mancando altri elementi essa rimane un'ipotesi. La posizione degli arti inferiori invece sembra essere determinata semplicemente dalle concrete modalità di deposizione e in particolare alla presenza o meno di un sudario.

### Pratiche rituali
È stato notato come in nessuna tomba sia stato deposto alcun oggetto distintivo del defunto o, in generale, di corredo. Semmai elementi di abbigliamento (una fibbia di cintura, un bottone) testimoniano che l'inumato fu deposto vestito.

## Analisi paleobiologica e paleopatologica degli inumati
Sono stati evidenziati due gruppi ben distinti di inumati almeno a giudicare dalla posizione privilegiata delle sepolture: i monaci e i laici di classe sociale elevata. È stato altresì possibile distinguere due aree cimiteriali ben precise all'interno del monastero: un'area utilizzata esclusivamente dai monaci (ovvero quella dei loggiati est ed ovest) e una per la sepoltura di laici (all'interno e all'esterno della chiesa). Lo status degli individui sepolti altrove nel complesso è stato considerato come “indeterminato”.
Il numero totale degli individui scavati è di 184 di cui 8 infanti, 10 giovani fra i 18 e i 20 anni, 3 giovani di cui non è stato possibile stabilire un range d'età preciso ma tutti di sesso maschile; 162 adulti maggiori di 20 anni a loro volta composti da 147 maschi e 15 femmine. Per altri individui non è stato possibile stabilire l'età per cui sono stati indicati con termini generici come “bambino”, “giovane” e così via.
Gli studiosi hanno tentato di capire se ci fossero differenze anche di provenienza geografica fra i monaci ed i laici e quello che hanno potuto constatare tramite misure, indici e caratteri morfologici del cranio è che i laici facevano molto probabilmente parte della popolazione locale, mentre i monaci sarebbero provenuti da diverse zone geografiche.
Nelle sepolture multiple, ovvero in quelle tombe dove sono presenti più inumati, è stata rilevata una stretta relazione genetica tra i soggetti per cui si tratta di “deposizioni familiari”.
È stato poi possibile risalire agli stress fisici e nutrizionali che gli individui hanno subito in vita, rivelando lo stile di vita stesso. Questo prevedeva sicuramente continui e pesanti sforzi fisici dovuti al lavoro agricolo, all'uso delle armi e ad altre attività quotidiane, diversificate fra loro. Le patologie riscontrate dipendono dal tipo di attività svolta dall'individuo in vita e sono in relazione sia con la dieta alimentare che col sesso dell'inumato: osteoartrosi, osteomi, traumi vari, rachitismo, anemia sideropenica (individuata dai piccoli fori localizzati nelle ossa orbitali frontali, detti caribra orbitalia), carie e tartaro, ascessi, usura dentaria (in alcuni casi dovuta a stress extra-alimentare e probabilmente da mettere in relazione con la filatura), artrosi della mandibola ed altre patologie.